# Старий Кич
Старий Кич (рос. Старый Кыч) — присілок в Дебьоському районі Удмуртії, Росія.

## Населення
Населення — 193 особи (2010; 238 в 2002).
Національний склад станом на 2002 рік:
- удмурти — 91 %

## Урбаноніми[3]
- вулиці — Миру, Праці, Центральна